# Rennerod (Verbandsgemeinde)
Rennerod est une Verbandsgemeinde (collectivité territoriale) de l'arrondissement de Westerwald dans la Rhénanie-Palatinat en Allemagne. Le siège de cette Verbandsgemeinde est dans la ville de Rennerod.
La Verbandsgemeinde de Rennerod consiste en cette liste d'Ortsgemeinden (municipalités locales) :

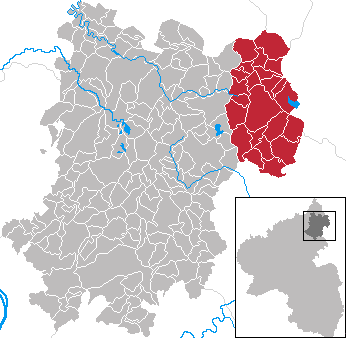
Localisation de la Verbandsgemeinde de Rennerod dans l'arrondissement de Westerwald

| 1. Bretthausen 2. Elsoff (Westerwald) 3. Hellenhahn-Schellenberg 4. Homberg 5. Hüblingen 6. Irmtraut 7. Liebenscheid 8. Neunkirchen 9. Neustadt/Westerwald 10. Niederroßbach 11. Nister-Möhrendorf 12. Oberrod | 1. Oberroßbach 2. Rehe 3. Rennerod 4. Salzburg 5. Seck 6. Stein-Neukirch 7. Waigandshain 8. Waldmühlen 9. Westernohe 10. Willingen 11. Zehnhausen bei Rennerod |